# Nicholas Söderlund
Georg Nicholas Söderlund, född 13 april 1977 i Åbo, är en finländsk sångare (bas). 
Söderlund har studerat vid Åbo konservatorium, Sibelius-Akademins ungdomsavdelning (Sauli Tiilikainen), 1999–2001 vid Mozarteum i Salzburg (Heiner Hopfner) och från 2001 vid Sibelius-Akademins avdelning för kyrkomusik. År 2006 vann han andra pris i sångtävlingen i Villmanstrand. Han har framträtt bland annat som oratoriesolist i Finland, Tyskland och Österrike, och debuterade 2007 på Finlands nationalopera i Kung Karls jakt av Fredrik Pacius.